# Saint-Philippe-du-Seignal
Saint-Philippe-du-Seignal – miejscowość i gmina we Francji, w regionie Nowa Akwitania, w departamencie Żyronda.
Według danych na rok 1990 gminę zamieszkiwało 389 osób, a gęstość zaludnienia wynosiła 115 osób/km² (wśród 2290 gmin Akwitanii Saint-Philippe-du-Seignal plasuje się na 801. miejscu pod względem liczby ludności, natomiast pod względem powierzchni na miejscu 1521.).